# Kondouagou
Kondouagou est une commune rurale située dans le département de Yamba de la province du Gourma dans la région de l'Est au Burkina Faso.

## Géographie
Kondouagou est situé à 10 km au Sud-Ouest de Yamba, le chef-lieu du département, et à 3 km au Sud de Nayouri. La commune est également à 2 km de la route nationale 18.

## Santé et éducation
Le centre de soins le plus proche de Kondouagou est le centre de santé et de promotion sociale (CSPS) de Nayouri.